# Haagse iep
De Haagse iep (Ulmus  'Den Haag') is een hybride cultivar die behoort tot de iepenfamilie (Ulmaceae). Het gaat om een kruising van de Siberische iep (Ulmus pumila) en de Hollandse iep (Ulmus ×hollandica ‘Belgica’). Simon Doorenbos, directeur van de Gemeentelijke Plantsoenendienst Den Haag, kweekte de boom in 1936, in de hoop dat deze de gevreesde iepenziekte zou weten te weerstaan. De Haagse iep is weinig resistent tegen iepziekte en wordt nog steeds aangeplant, onder meer in Amsterdam en Den Haag.

## Beschrijving
De boom onderscheidt zich door zijn hangende takken en zijn blad, dat aanvankelijk lichtgroen van kleur is, maar in de zomer overgaat naar limoengroen en uiteindelijk diepgroen wordt.

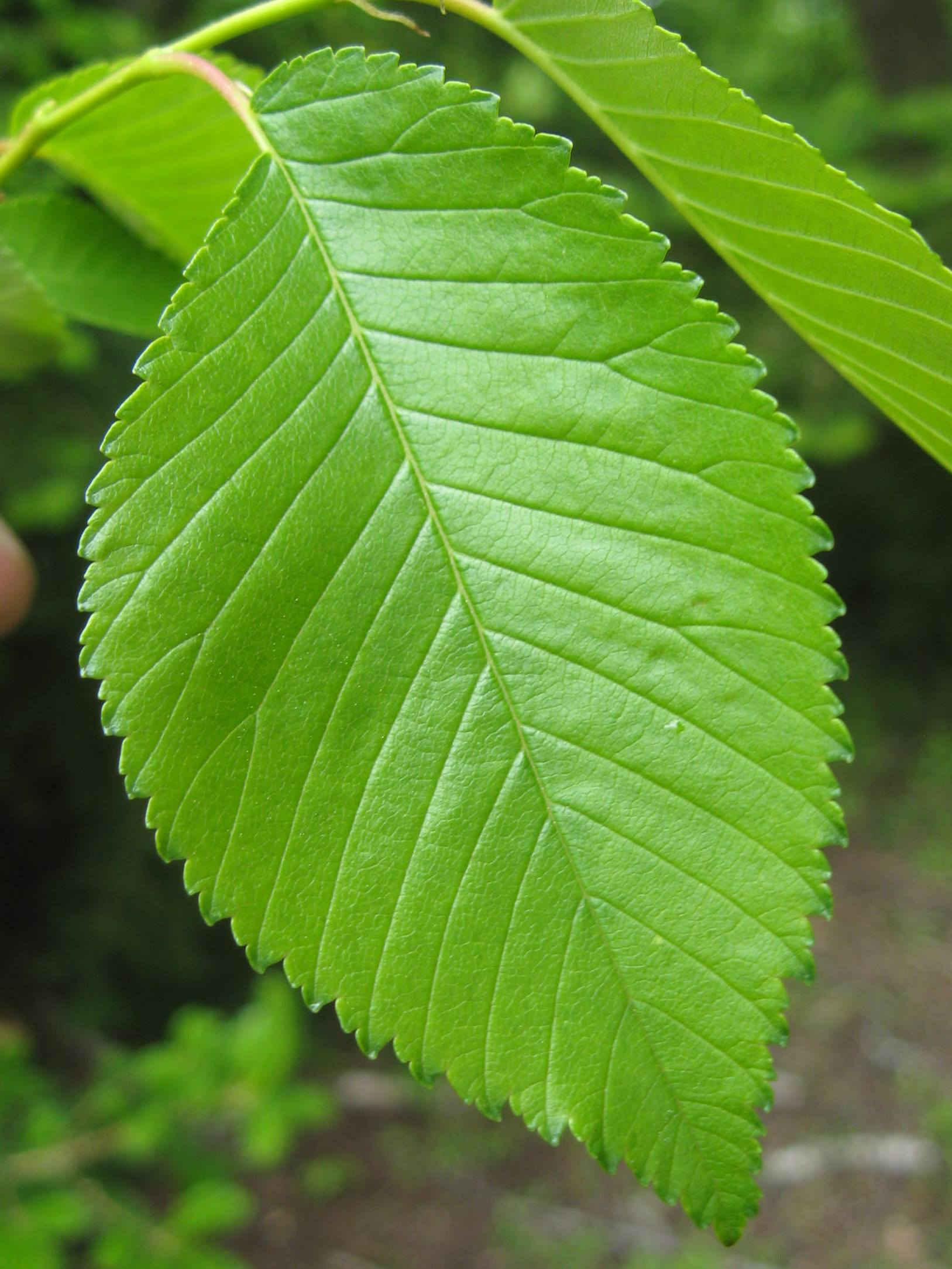
Blad van de Haagse iep
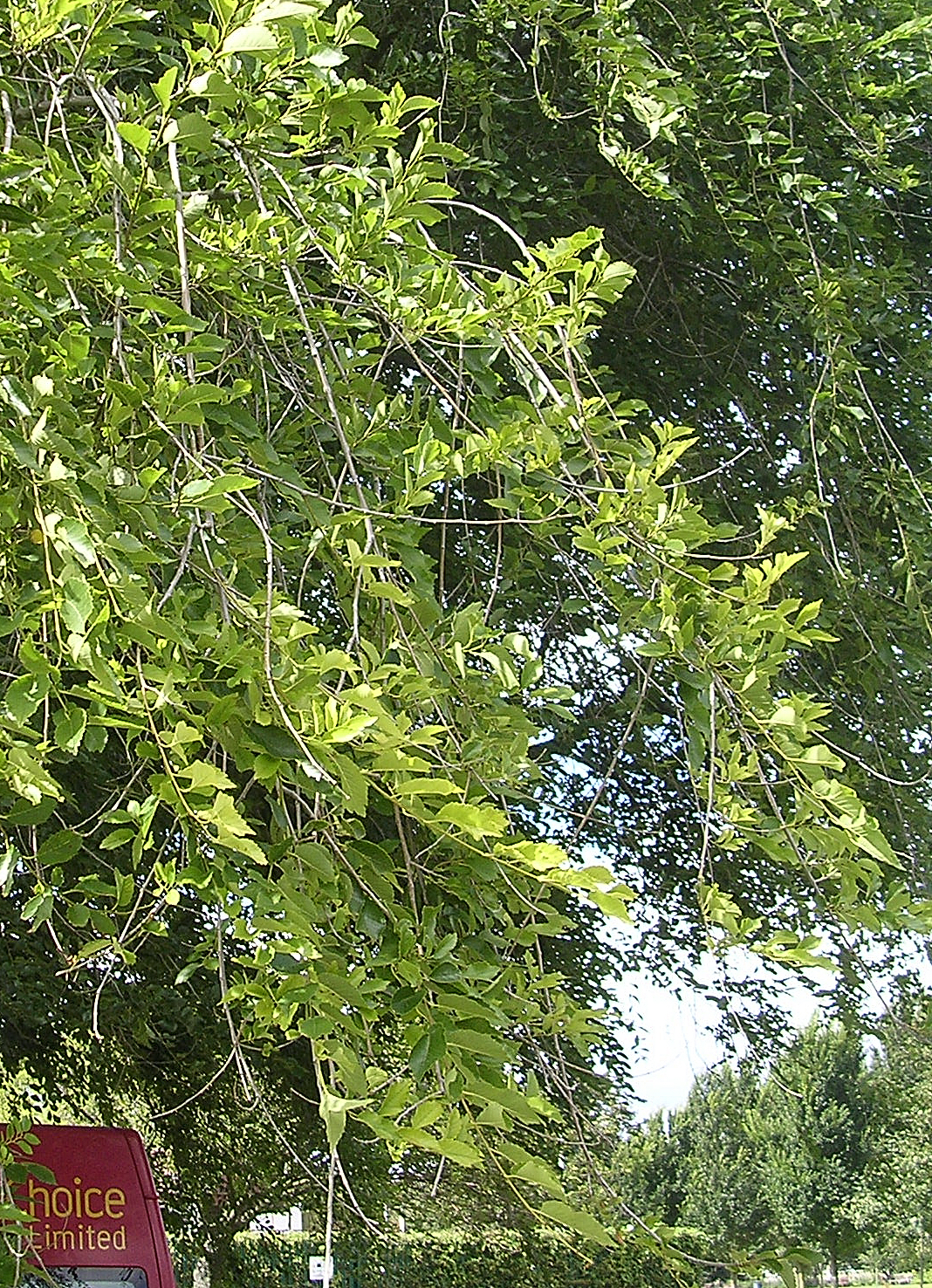
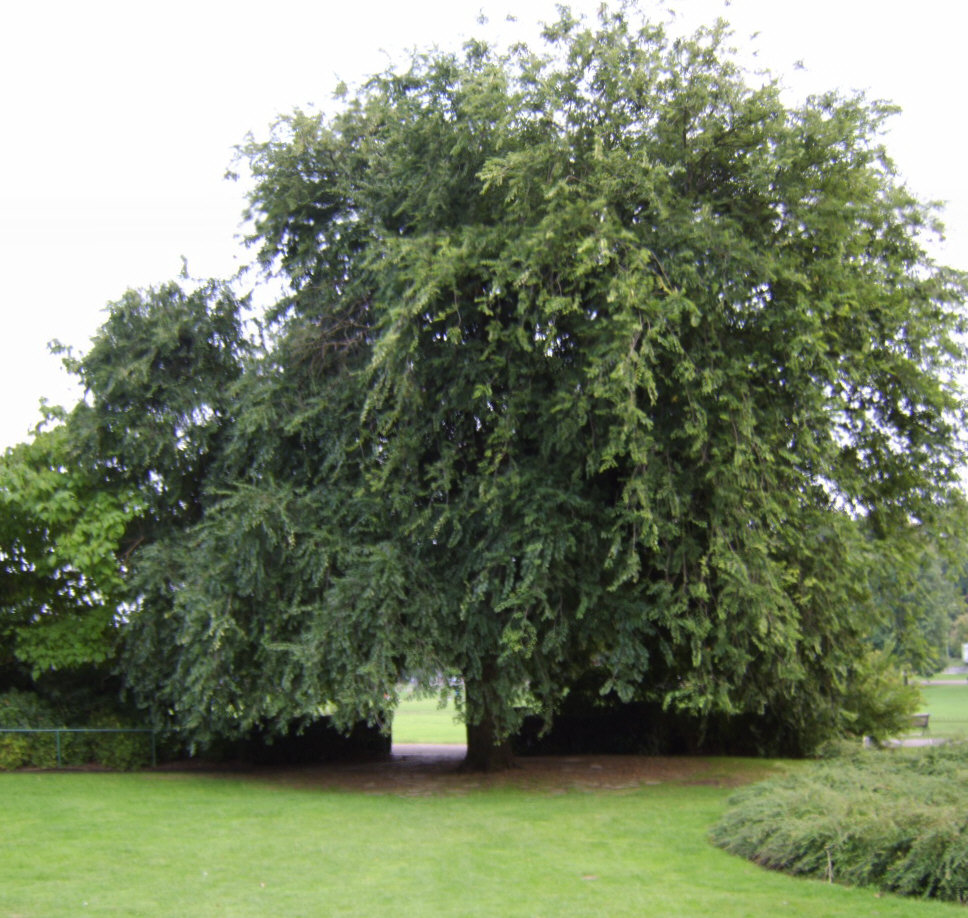

## Etymologie
De Haagse iep of Ulmus 'Den Haag' is vernoemd naar de gemeente Den Haag.